# シルベストル・デ・ソウサ
シルベストル・デ・ソウサ（Silvestre De Sousa、蘇兆輝、1980年12月31日 - ）は、イギリスを拠点に活動している騎手。ブラジルマラニョン州出身。

## 来歴
マラニョン州でのサン・フランシスコ・ド・マラニョンで、10人兄弟の末っ子として生まれたが競馬にはあまり興味がなく、17歳のころに移り住んだサンパウロの家具工場で働いていた。しかしある時、友人に連れられて競馬場に行くと、そこで騎手になるように勧められ、競馬の道に進むことを決意。やがて1999年に18歳で初勝利を挙げると、すぐに頭角を現し、サンパウロの見習い騎手チャンピオンにも輝いた。
しかしその後、これからという時期に腕を骨折。半年ほどして復帰したものの、乗鞍が激減したことで、ブラジルを離れることを決断。
最初に渡ったアイルランドでは2年ほど過ごして芽が出なかったものの、その後イギリスのデビッド・ニコルズ調教師に出会ってイギリスに移ったことで状況が好転。北部を中心に勝ち星を積み重ねて注目の存在になると、2011年にはM.ジョンストン調教師を初めとするトップトレーナーからのバックアップを受けたこともあり、リーディングの対象期間中に161勝を挙げてリーディング3位にまで躍進した。
2012年にはゴドルフィンの主戦騎手に抜擢され、同年11月にハンターズライトでイタリアのローマ賞を制してG1初制覇。2014年11月にゴドルフィンとの契約は解除されたが、契約期間中の2013年にはファーでチャンピオンステークスやロッキンジステークス、サッジャーでドバイデューティーフリー、2014年にはアフリカンストーリーでドバイワールドカップを制すなど大一番でも結果を残した。
フリーの立場で迎えた2015年には単勝51倍のアラビアンクイーンとのコンビで英ダービー馬ゴールデンホーンを下したインターナショナルステークスを含む132勝を挙げて英リーディングを獲得。2016年はジム・クローリー騎手にトップを譲ったが、2017年はそのクローリー騎手に44勝もの差をつける155勝で再びリーディング首位の座を奪還。2018年も148勝をあげリーディング連覇を果たした。
また、2018年末は香港でも冬の間騎乗し、騎手招待競走のインターナショナルジョッキーズチャンピオンシップでは2勝を挙げ優勝、グロリアスフォーエバーで香港カップも勝利した。
2019年はヴィチャイ・スリヴァッダナプラバが設立したキングパワーレーシングと主戦契約を結んだ。
2022年にキングパワーレーシングとの契約が切れた後、騎乗数が減ったため香港に拠点を移し、年末には2度目のインターナショナルジョッキーズチャンピオンシップ優勝（トム・マーカンドとの同点優勝）を果たすなどリーディング5位とある程度の実績をあげた。
しかし、翌2023年5月に同郷騎手が馬券購入した疑いを助けたという疑惑で10か月の騎乗停止処分が科された。
騎乗停止処分が明けた2024年3月からはイギリスに戻り騎乗を再開。復帰後の5月エルマルカとのコンビで挑んだ1000ギニーステークスに勝利しクラシック初制覇。そのほかにチャーリンとのコンビでG1を3勝するなどイギリスのみで55勝を挙げ復調を示した。

## 主な勝ち鞍

### イギリス
- ロッキンジステークス（2013年Farhh）
- チャンピオンステークス（2013年Farhh）
- インターナショナルステークス（2015年Arabian Queen）
- ブリティッシュ・チャンピオンズ・スプリントステークス（2019年Donjuan Triumphant）
- ナンソープステークス（2021年Winter Power）
- 1000ギニー（2024年Elmalka）
- クイーンアンステークス（2024年Charyn）
- クイーンエリザベス2世ステークス（2024年Charyn）

### アラブ首長国連邦
- ドバイワールドカップ（2014年African Story）
- ドバイデューティーフリー（2013年Sajjhaa）
- マクトゥームチャレンジラウンド3（2013年Hunter's Light）

### その他
- ローマ賞（2012年Hunter's Light）
- モルニ賞（2018年Pretty Pollyanna）
- ジャック・ル・マロワ賞（2024年Charyn）
- 香港カップ（2018年Glorious Forever）